# Villers-Franqueux
Villers-Franqueux è un comune francese di 326 abitanti situato nel dipartimento della Marna nella regione del Grand Est.

## Società

### Evoluzione demografica
Abitanti censiti